# 클라이브 레빌
클라이브 레빌(Clive Revill, 1930년 4월 18일 ~ )은 뉴질랜드의 배우이다.

## 출연 작품
- 스타워즈 에피소드5